# Eligmodonta nigrapicta
Eligmodonta nigrapicta är en fjärilsart som beskrevs av Barend J. Lempke 1959. Eligmodonta nigrapicta ingår i släktet Eligmodonta och familjen tandspinnare. Inga underarter finns listade i Catalogue of Life.